# VI. (VII.) István pápa
VII. István (latinul: Stephanus), (?, Róma – 897. augusztus 14., Róma) volt a történelem folyamán a 114. pápa 896 májusától. A hivatalos vatikáni krónikák VI. Istvánként jegyzik, ugyanis az egyházi dokumentumok nem ismerik el II. István pápa pontifikátusát, hiszen nem lett felszentelve. A történelemtudósok mégis inkább a VII. István nevet tartják elfogadottnak. Alig egyéves pontifikátusa a középkor egyik leglázítóbb regnálása volt. Istvánt leggyakrabban a hullazsinattal azonosítják, amely valójában egy politikai vita erőszakos lezárása lett volna.

## Élete
Rómában született, az egyik legnagyobb hatalommal rendelkező városi nemesi családban. A spoletói hercegi család tagja volt. Így aztán nem csoda, hogy az egyre inkább két pártra szakadó városban a spoletói párt támogatottja volt, szemben a német-római császárt támogató párttal. A gazdag család jó neveltetést biztosított Istvánnak, és így hamarosan a papi pályára lépett. Formózusz pápa Anagni püspökének szentelte fel. Amikor elődje, VI. Bonifác meghalt, az összegyűlt római zsinat hosszas vita után 896. május 22-én megválasztotta a keresztény egyház élére. A vitában a nagyhatalmú hercegi család minden befolyását bevetette.

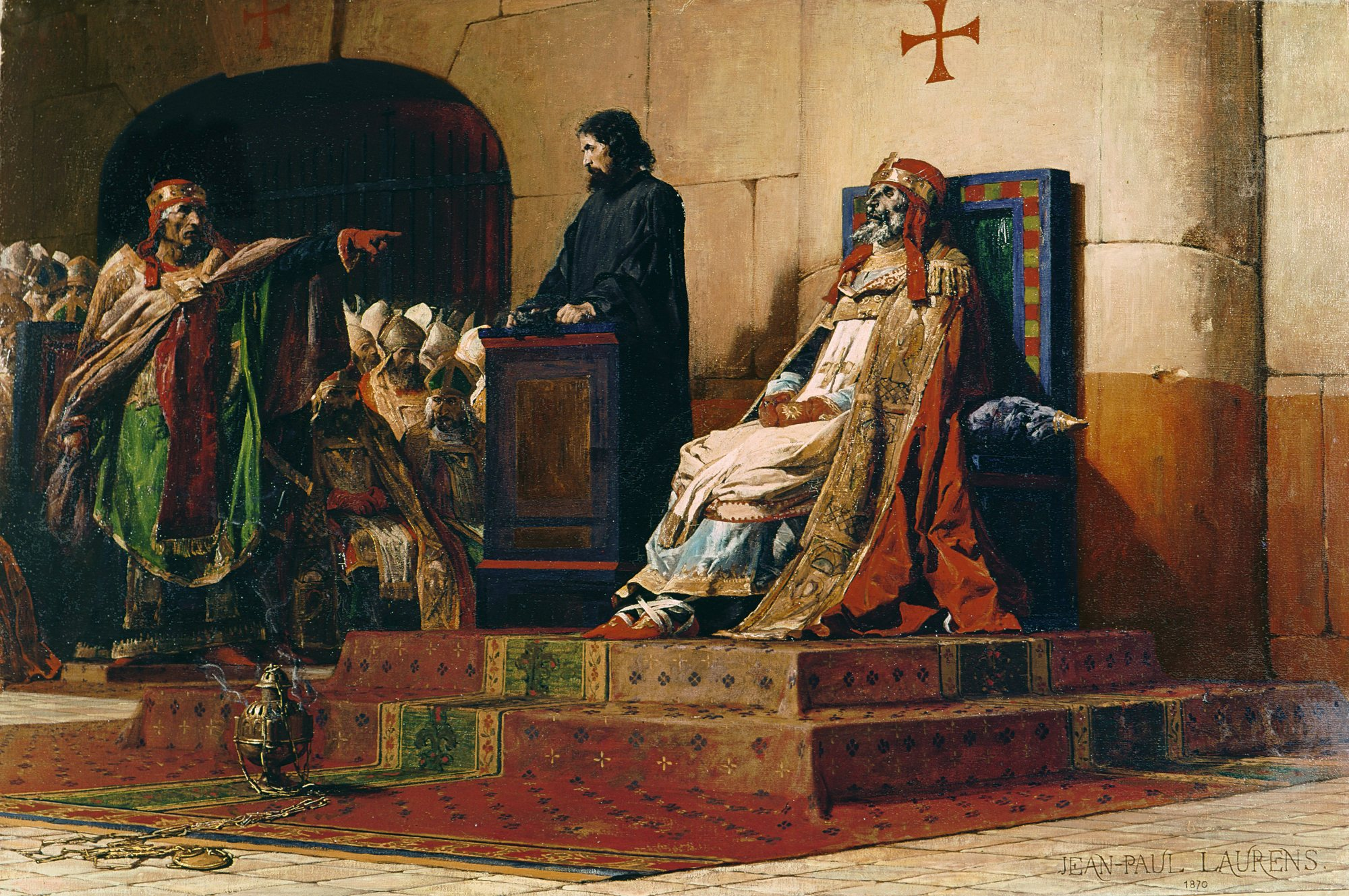
Jean-Paul Laurens festménye a hullazsinatról (1870). István pápa vádolja a trónon ülő Formózusz pápa hulláját, akit teljes főpapi ornátusba öltöztettek, azt a látszatot keltve, mintha élne, így megkezdődhetett a „szabályos” tárgyalás, vádlókkal, védővel, perbeszéddel

Pontifikátusának kezdetén főként a hivatal elfoglalásával, alapvető dolgokkal foglalkozott. Majd 897 januárjában hívta össze hírhedtté vált zsinatát, a később hullazsinatra keresztelt gyűlést. Ennek hátterében az állt, hogy a spoletói párt végképp meg akarta semmisíteni a német-római császárt támogató rómaiak csoportját. Ezt politikai okokra lehet visszavezetni, ugyanis Formosus pápa ugyan császárrá koronázta a spoletói herceget, Videt, mégis az északi uralkodót, Arnulfot támogatta. Formózusz rávette Arnulfot arra, hogy egyesítse koronája alatt Itáliát, és álljon a pápai állam mellé. Ez a terv egyben azt is jelentette, hogy a spoletói hercegségnek el kell buknia. Arnulf sorra döntötte meg a félsziget északi államait, és amikor a hercegség ellen vonult, meghalt. Formózusz ráadásul királlyá koronázta Arnulfot, miután Vid meghalt. István trónra lépésével a spoletói párt elérkezettnek látta a pillanatot a visszavágásra.

István királlyá koronázta Lambertet, Vid fiát, akinek anyja, Ageltruda a Karoling-ház esküdt ellensége volt. Az ő hatására hívta hát össze István a hullazsinatot, amelyen mindenért Formózuszt tették felelőssé. Ezért az egyházfő kiásatta elődjének tetemét, felöltöztették pápai miseruhájába és így István bírósága elé citálták. A rögtönzött bíróság elismerte Formózusz bűnösségét, és ezért semmissé nyilvánították minden döntését és intézkedését, kitörölték a pápák sorából. A holt Formózuszról letépték díszes ruháját, levágták két vagy három ujját, amellyel áldást osztott, ezek után végigvonszolták Róma utcáin és belevetették a Teverébe.
Nemsokára ismét a másik párt támogatói erősödtek meg. és elsöpörték a spoletói párt erejét, István pápát pedig börtönbe vetették, ahol augusztusban megfojtották.

## Művei
- Documenta Catholica Omnia (latin nyelven). (Hozzáférés: 2011. december 6.)